# Posada (powiat słupecki)
Posada – osada w Polsce położona w województwie wielkopolskim, w powiecie słupeckim, w gminie Słupca.
W latach 1975–1998 miejscowość administracyjnie należała do województwa konińskiego.
W 1934 roku miejscowość zamieszkiwało 90 osób.